# Amos Otis
Amos Joseph Otis (Mobile, Alabama, 26 de abril de 1947), más conocido como Amos Otis, es un exjugador profesional estadounidense de béisbol que se desempeñó en la posición de jardinero central en las Grandes Ligas de Béisbol (MLB). Es poseedor de tres Guantes de Oro.

## Carrera
Otis jugó como profesional dos temporadas en New York Mets (1967, 1969), después pasó a Kansas City Royals (1970-1983), luego a Pittsburgh Pirates, donde jugó una temporada (1984), y fue el equipo en el que se retiró.

## Premios
Fue galardonado con el Guante de Oro en tres oportunidades (1971, 1973 y 1974).